# Psalm 45
Psalm 45 – jeden z utworów zgromadzonych w biblijnej Księdze Psalmów. W Septuagincie psalm ten nosi numer 44.

## Ogólne informacje
Psalm 45 jest zaliczany do dzieł przypisywanych Synom Koracha. Nagłówek określa ten utwór jako pieśń miłosną (szir jedidot). Możliwe, że była to pieśń weselna z okazji zaślubin króla. Ze względu na słowa o córce Tyru (45,13) niektórzy wiążą ten psalm ze ślubem Achaba z Izebel.

## Treść
W tekście podmiot liryczny opisuje kosztowny strój narzeczonej (45,9–10;14–16). Udziela też oblubienicy porad dotyczących postępowania wobec swojego męża (45,11–13). Literacko bliski wydaje się być hymnom. Wiele mówi się o kontrowersjach związanych z tym psalmem. Septuaginta otworzyła możliwość do mesjańskiej interpretacji tego psalmu, mesjańsko interpretuje go jeden z targumów. Zdanie w wersecie 7 Tron Twój, Boże, na wieczne czasy można przetłumaczyć Tron Twój, to tron BożyAng.: Your throne is everlasting like that of God. Za: C.S. Rodd: Psalms. W: The Oxford Bible Commentary. John Barton, John Muddiman (red.). New York: Oxford University Press, 2001, s. 380. ISBN 978-0-19-875500-5.. Pierwszą interpretację podziela autor Listu do Hebrajczyków (Hbr 1,8) tłumacząc ten fragment w odniesieniu do Chrystusa. Według tej interpretacji treść psalmu można odczytać posługując się kluczem zaślubin Chrystusa z Kościołem (Ef 5,24, Ap 19,7).

## Ciekawostki
- Wersety 14–16 - zawierają opis ceremonii zaślubin z księżniczką z obcego kraju[3].
- zapomnij o domu ojca swego (45,11) – zawarcie małżeństwa przez kobiety hebrajskie wiązało się z przeprowadzeniem do domu swojego męża[3].
- Pouczenie – wyraz znajdujący się w nagłówku dwunastu psalmów[4]. Odnosi się głównie do świadomości spraw duchowych i egzystencjalnego losu człowieka[5].